# Кормовищенское сельское поселение
Кормовищенское сельское поселение — муниципальное образование, существовавшее до 1 декабря 2011 года в Лысьвенском муниципальном районе Пермского края Российской Федерации.
Административный центр — посёлок Кормовище.

## Населённый пункты
В состав поселения входило 12 населенных пунктов:
Посёлки:
- Кормовище
- Верх-Лысьва
- Кордон-Терси
- Ломовка
- Невидимка
- Нижний Брусяк

Деревни:
- Воскресенцы
- Маховляне
- Парканы
- Северная
- Сергино

Село:
- Матвеево

## Население
| 2010 | 2012  |
| ---- | ----- |
| 2613 | ↘2588 |

## Инфраструктура
На территории поселения 4 библиотеки.